# Michael Johann Wagner

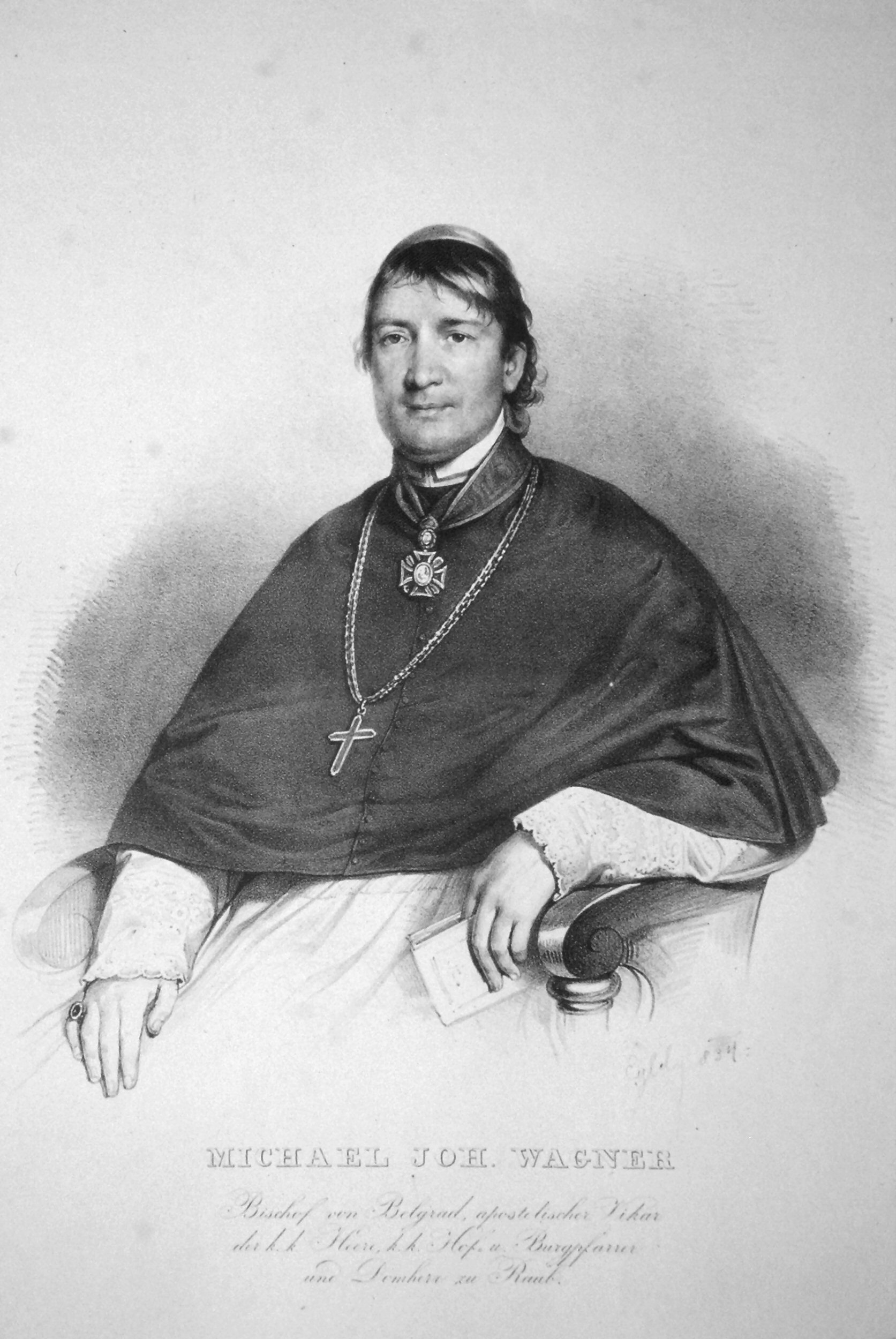
Michael Johann Wagner (1834)

Michael Johann Wagner (* 12. August 1788 in Linz; † 23. Oktober 1842 in Wien) war ein österreichischer römisch-katholischer Geistlicher, Apostolischer Feldvikar und Bischof von St. Pölten.

## Leben
Er empfing am 25. August 1811 die Diakonen- und am 1. September 1811 die Priesterweihe und wurde in den Klerus des Bistums Linz inkardiniert. In der Folge gehörte Wagner der K.u.k. Hof- und Burgpfarre an. 
Am 27. April 1833 wurde er zum Apostolischen Vikar der k. k. Heere (Militärbischof) ernannt und am 2. Mai 1833 zum Bischof von Belgrad und Semendria gewählt, die päpstliche Bestätigung erfolgte am 29. Juli 1833. Die Bischofsweihe spendete ihm am 8. September 1833 Antal Juranitz, der Bischof von Győr; Mitkonsekratoren waren János Horváth, Bischof von Székesfehérvár (Albareale), und Imrich Palugyay de Eaden et Bodafalva, Bischof von Košice. 
Am 16. November 1835 wurde Wagner zum Bischof von St. Pölten gewählt, diese Wahl wurde am 1. Februar 1836 durch den Papst bestätigt. Es kam dadurch zum Ämtertausch mit dem bisherigen Bischof von St. Pölten, Johann Michael Leonhard: Leonhard folgte Wagner als Apostolischer Feldvikar (Militärbischof) nach, während Wagner neuer Bischof der Diözese St. Pölten wurde. Zum Nachfolger Wagners als Hof- und Burgpfarrer wurde am 20. Februar 1836 Joseph Pletz ernannt. 
Wagner übte das Bischofsamt in St. Pölten bis zu seinem Tod aus.